# Круте (Тавдинський міський округ)
Круте́ (рос. Крутое) — село у складі Тавдинського міського округу Свердловської області.
Населення — 291 особа (2010, 327 у 2002).
Національний склад населення станом на 2002 рік: росіяни — 91 %.